# Шукшановский сельсовет
Шукшановский сельсове́т — упразднённая в 2008 году административно-территориальная единица и сельское поселение (тип муниципального образования) в составе Бураевского района. Почтовый индекс — 452964. Код ОКАТО — 80218849000. Объединён с сельским поселением Ванышевский сельсовет.
Главная река: Быстрый Танып.

## Состав сельсовета
деревня Большешукшаново — административный центр, деревни Варзитамак, Кутлиярово, Малошукшаново, Новые Каргалы, Юмакаево.

## История
Закон Республики Башкортостан от 19.11.2008 N 49-з «Об изменениях в административно-территориальном устройстве Республики Башкортостан в связи с объединением отдельных сельсоветов и передачей населённых пунктов», ст.1 гласил:

 "Внести следующие изменения в административно-территориальное устройство Республики Башкортостан:
 в) объединить Ванышевский и Шукшановский сельсоветы с сохранением наименования «Ванышевский» с административным центром в деревне Ваныш-Алпаутово.
Включить деревни Большешукшаново, Варзитамак, Кутлиярово, Малошукшаново, Новые Каргалы, Юмакаево Шукшановского сельсовета в состав Ванышевского сельсовета.

Утвердить границы Ванышевского сельсовета согласно представленной схематической карте.

Исключить из учётных данных Шукшановский сельсовет"

## Географическое положение
На 2008 год граничил с Балтачевским районом, с муниципальными образованиями: Новокизгановский сельсовет, Тазларовский сельсовет, Бураевский сельсовет, Ванышевский сельсовет, Тепляковский сельсовет («Закон Республики Башкортостан от 17.12.2004 N 126-з (ред. от 19.11.2008) „О границах, статусе и административных центрах муниципальных образований в Республике Башкортостан“»).